# Kastanjehalsmeestimalia
De kastanjehalsmeestimalia (Staphida torqueola synoniem: Yuhina torqueola) is een zangvogel uit de familie Zosteropidae (brilvogels).

## Verspreiding en leefgebied
Deze soort komt voor in zuidelijk China, noordelijk-centraal Vietnam en noordoostelijk Thailand.

## Status
De grootte van de populatie is niet gekwantificeerd maar de soort wordt omschreven als algemeen. Op de Rode lijst van de IUCN heeft deze soort de status niet bedreigd.